# N'Kob
N'Kob  (in arabo انقوب‎?) è un centro abitato e comune rurale del Marocco situato nella provincia di Zagora, regione di Drâa-Tafilalet. Conta una popolazione di 7 209 abitanti (censimento 2014).